# Rio do Peixe (vattendrag i Brasilien, Goiás, lat -15,19, long -49,50)
Rio do Peixe är ett vattendrag i Brasilien.   Det ligger i delstaten Goiás, i den centrala delen av landet, 180 km väster om huvudstaden Brasília.
Omgivningen kring do Peixe är huvudsakligen savann. Området är mycket glesbefolkat, med 4 invånare per kvadratkilometer.